# Днепровский водовод
Днепро́вский водово́д — водовод трубного типа, по которому вода подаётся в Севастополь.

## История
- Изначально Днепровский водовод служил для подачи воды в Севастополь из Днепра[2][3].
  - Особенности эксплуатации:

— Раз в 10-11 лет случаются периоды засухи, когда мы нуждаемся в воде из Межгорного водохранилища, и приходится задействовать резервный водовод. За время его неиспользования стальные трубы коррозируют. Чтобы ввести водовод в строй, необходимо провести ремонтные работы, иначе избежать утечек не удастся, — говорит М. Солодун.
- В 2021 году в Днепровский водовод, вблизи села Поворотное, была врезана[4] труба, идущая от Бельбекского водозабора и, таким образом, водоподача была увеличена до 85 тыс. м³ в сутки.
- До конца 2021 года в Севастополе отремонтируют двухкилометровую часть Днепровского водовода. Соответствующие изменения в программу ремонта водопроводных сетей на этот год внесли власти города.
  - На время проведения ремонта, водоснабжение города осуществляется из запасов в Чернореченском водохранилище.
  - В ходе ремонта ведётся укладка полиэтиленовых труб[5].
  - На январь 2022 года: работы продолжаются[6].

### Справка
Межгорное водохранилище — самый крупный из наливных искусственных водоемов Крыма. Находится недалеко от Симферополя, в Таксабинской балке, возле села Скворцово. Основные источники заполнения водохранилища это Жавороновская балка и Северо-Крымский канал. Гидроузел на водохранилище был введен в эксплуатацию в 1989 году.

## Характеристики
На 2012 год:
Севастополь имеет два источника водоснабжения: основной рабочий — Чернореченское водохранилище, и резервный — Межгорное водохранилище.
Вода из Межгорного водохранилища, через очистные сооружения Симферопольского водоканала, поступает в Севастополь.
Днепровский водовод имеет диаметр 1,2 метра и полную протяжённость 73 километра, из которых 32 километра не функционируют.

## Интересные факты
Помимо того, что трубы водовода со временем разрушаются под влиянием природных факторов, их пытаются вскрыть, демонтировать и похитить. Летом 2012 года в районе села Фруктовое был обнаружен разрытый экскаватором участок водовода — его подготовили к демонтажу. Трубы были повреждены — в них вырезали отверстия, чтобы поднять с помощью крана, но вывезти не успели.